# Second Chances
Second Chances es una serie de televisión filipina transmitida por GMA Network desde el 12 de enero hasta el 8 de mayo de 2015. Está protagonizada por Jennylyn Mercado, Raymart Santiago, Camille Prats y Rafael Rosell.
La cadena peruana Panamericana Televisión anunció esta telenovela bajo el nombre de Una nueva oportunidad y es la quinta producción filipina y la tercera de GMA Network a emitirse en América Latina, después de Cautiva y No me olvides.
La telenovela se estrenó el miércoles 6 de septiembre de 2017 por Panamericana Televisión de Perú, iba de lunes a viernes a las 18:00 horas, desde el miércoles 20 de septiembre pasó a las 19:00, el lunes 9 de octubre a las 19:30 y su transmisión se canceló el 12 de octubre de 2017 por motivos de fuerza mayor. En el 2018 Panamericana Televisión volvió a emitir la telenovela al horario de la medianoche, finalizó en enero de 2019.

## Argumento
Lyra tenía una familia llena de amor, y también llena de secretos que convertirán toda su felicidad en tragedia.

## Elenco

### Elenco principal
- Jennylyn Mercado como Dra. Lyra Villacorta-Bermúdez.
- Raymart Santiago como Bernard Castello.
- Camille Prats como Rebecca "Reb" Villacorta.
- Rafael Rosell como Jerome Padilla.
- Luis Alandy como Albert Bermúdez.
- Jackie Rice como Denise Paredes-Castello.
- Chynna Ortaleza como Colina "Colleen" Paredes.
- Roi Vinzon como Federico Villacorta.
- Frencheska Farr como Dra. Penny Ampil.
- Miriam Quiambao como Alyssa Cortez-Villacorta.
- Gerard Pizarras como Jonas Narciso.
- Joshen Bernardo como Billy Castello.
- Miggs Cuaderno como Daryl.
- Glenda García como Carmen Bermúdez.
- Ricky Davao como Benito Bermúdez.
- Ayen Munji-Laurel como Norma Padilla.

### Elenco secundario
- Diva Montelaba como Sherie.
- Bubbles Paraiso como Anna Cortez.
- Ryza Cenon como Mariel.
- Annika Camaya como Misty.
- Lou Sison como Giselle Rivera.
- Joyce Ching como Jasmine.
- Jenny Rose como Lia.
- Angelika de la Cruz como Monina.
- Jodense Valenciano-Escudero como Antón Villacorta.
- Krystal Reyes como Britney.
- Charee Pineda como Mara.
- Jessa Zaragoza como Cristina.
- Jaime Fábregas como Abelardo Villarosa.
- Ronnie Henares como Dante Bermúdez-Padilla.
- Prince Villanueva como Aldrin Castello.

### Participaciones especiales
- Joshua Uy como Marky Bermúdez.
- Tanya García como Remedios.
- Maritoni Fernández como Stella Paredes.
- Frances Ignacio como Atty. Consuelo Timeo.
- Kier Legaspi como Emman.
- Nina Ricci Alagao como Chona.
- Dakota Dufloth como Marco Valle.
- Coleen Pérez como Sarah Paredes-Castello.
- Nadine Samonte como Charlene.
- Lovely Rivero como Loretta Villacorta.
- Marky López como Oliver.